# Macropsis micropunctata
Macropsis micropunctata är en insektsart som beskrevs av Evans 1971. Macropsis micropunctata ingår i släktet Macropsis och familjen dvärgstritar. Inga underarter finns listade i Catalogue of Life.